# Blutfahne

Hitler pendant le congrès du parti de 1935 à Nuremberg. Derrière Hitler, on peut apercevoir Jakob Grimminger, à droite au premier plan, tenant la hampe du Blutfahne qui repose sur le marchepied de la voiture.

Le Blutfahne (littéralement drapeau du sang) est le drapeau à croix gammée utilisé lors du putsch de la Brasserie commis par Adolf Hitler et son parti le 9 novembre 1923. Le drapeau est devenu par la suite un objet de culte du NSDAP. 

## Origines
Lors de la marche dans le centre-ville de Munich menée par Hitler et Erich Ludendorff, les putschistes se retrouvent face à la police devant la Feldherrnhalle. Des coups de feu sont échangés : seize putschistes, quatre policiers et un passant sont tués. Le sang de trois membres de la SA tués, Andreas Bauriedl (de), Anton Hechenberger et Lorenz Ritter von Stransky-Griffenfeld, aurait imprégné le drapeau à croix gammée porté par Heinrich Wilhelm Trambauer. Après les combats, ce dernier fuit dans la maison d'une connaissance et cache le drapeau jusqu'à la sortie de prison d'Hitler en 1924, où il le lui donne. On fait alors monter le drapeau sur un nouveau mât et on lui ajoute un nouvel amortissement ainsi qu'une plaque où sont gravés les noms des SA morts pendant le putsch. 
Le 4 juillet 1926, le Blutfahne est confié au SS-Reichsführer Joseph Berchtold qui a pour mission de le garder. Ce dernier doit alors se placer sous la direction de la Oberste SA-Führung.

## Utilisation comme relique
C'est avec le Blutfahne qu'à partir de 1926 tous les drapeaux du parti et les fanions des SS sont consacrés lors des congrès du parti au Luitpoldarena du Reichsparteitagsgelände à Nuremberg, tout comme dans la tradition médiévale. Entre les congrès, le drapeau est conservé jusqu'en 1931 dans la salle d'honneur de la SA dans les locaux du NSDAP à Munich, puis dans la Fahnenhalle de la Maison brune. Le porteur officiel du drapeau est Jakob Grimminger, un des participants au putsch du 9 novembre 1923. 
Le Blutfahne n'a pas été utilisé pour la dernière fois lors de l'enterrement d'Adolf Wagner en avril 1944, comme on le croit généralement, mais lors de la cérémonie d'appel sous les drapeaux de la Volkssturm le 18 octobre 1944. Par la suite, le drapeau a vraisemblablement retrouvé sa place dans la Maison brune. Aujourd'hui on pense qu'il est la propriété d'un collectionneur du Nord de l'Allemagne ou bien qu'il a été détruit lors d'une attaque aérienne alliée de la Seconde Guerre mondiale.[réf. nécessaire]